# Размена територија између Србије и Републике Косово
Размена територија између Србије и Косова је предложена територијална размена између Републике Србије и Републике Косово, како би граница између два ентитета ишла дуж етничких линија. У почетку је одбачена од стране међународне заједнице, мали напредак постигнут у преговорима Београда и Приштине које подржава Европска унија (ЕУ) довео је до већег разматрања ове идеје у ЕУ, а такође и у Сједињеним Државама. Уопштено се говори о размени територија тако да укључује пренос Прешевске долине Србије са етничким албанском већином у администрацију Косова и прелазак региона Северног Косова са већинским етничким српским становништвом у администрацију Србије. Предложено је и уступање српске општине Медвеђа Косову. Ова општина, иако са значајном албанском мањином, је претежно настањена етничким Србима.
Предложена је територијална размена између Косова и Србије како би се потенцијално решио тренутни политички статус у региону који је стагнирао од проглашења независности Косова 2008. године како би се олакшало приступање Косова и Србије ЕУ. То би такође могло довести до потпуне нормализације односа између Косова и Србије и потенцијалног приступања Косова Уједињеним нацијама (УН).
Године 2018. године, председник Косова Хашим Тачи и председник Србије Александар Вучић најавили су спремност да размотре територијалну размену између обе земље. Тадашњи европски комесар за суседство и проширење Јоханес Хан рекао је да „у овој фази ништа не треба искључити“, али је позвао обојицу лидера да „осигурају да било какав договор не дестабилизује шири регион“.  Међутим, 2020. године тадашњи премијер Косова Аљбин Курти одбацио је ову идеју, наводећи као оправдање за то да су Косовци већ „довољно пропатили“. Уопштено говорећи, косовско руководство је било више негативно настројено него српско према предлогу.
Неки експерти су тврдили да размена земље између Косова и Србије не би решила ниједан од стварних проблема сукоба и да би могла да обнови етничке и територијалне сукобе унутар и ван Балкана. Штавише, предлог се суочава са противљењем српских и косовских албанских националиста, а Рамуш Харадинај, бивши вођа Ослободилачке војске Косова (ОВК) и бивши премијер Косова, каже да би таква идеја „довела до рата“. Поред тога, косовски Срби изван Северног Косова изразили су забринутост због тога што би били "напуштени" након територијалне размене.
Неке земље су изразиле подршку, односно недостатак противљења идеји у случају да је она испуњена у виду билатералног споразума. Такве земље су Аустрија, Белгија, Мађарска, Румунија и САД. Друге земље су заузеле оштре ставове против те идеје, а то су Финска, Француска, Немачка, Луксембург и Уједињено Краљевство, као и многи суседи Србије као што су Босна и Херцеговина, Хрватска, Црна Гора и Северна Македонија.